# Liste der Kulturdenkmale in Eriskirch
In der Liste der Kulturdenkmale in Eriskirch sind alle Bau- und Kunstdenkmale der Gemeinde Eriskirch verzeichnet, die im „Verzeichnis der unbeweglichen Bau- und Kunstdenkmale und der zu prüfenden Objekte“ des Landesamts für Denkmalpflege Baden-Württemberg verzeichnet sind.
Diese Liste ist nicht rechtsverbindlich. Eine rechtsverbindliche Auskunft ist lediglich auf Anfrage bei der Unteren Denkmalschutzbehörde des Bodenseekreises erhältlich.

## Allgemein
- Bild: Zeigt ein ausgewähltes Bild aus Commons, „Weitere Bilder“ verweist auf die Bilder im Medienarchiv Wikimedia Commons.
- Bezeichnung: Nennt den Namen, die Bezeichnung oder die Art des Kulturdenkmals.
- Lage: Straßenname und Hausnummer oder Flurstücknummer des Kulturdenkmals, gegebenenfalls auch den Ortsteil. Die Grundsortierung der Liste erfolgt nach dieser Adresse. Der Link (Karte) führt zu verschiedenen Kartendiensten mit der Position des Kulturdenkmals. Fehlt dieser Link, wurden die Koordinaten noch nicht eingetragen. Sind diese bekannt, können sie über ein Tool mit einer Kartenansicht einfach nachgetragen werden. In dieser Kartenansicht sind Kulturdenkmale ohne Koordinaten mit einem roten bzw. orangen Marker dargestellt und können durch Verschieben auf die richtige Position in der Karte mit Koordinaten versehen werden. Kulturdenkmale ohne Bild sind an einem blauen bzw. roten Marker erkennbar.
- Datierung: Baubeginn, Fertigstellung, Datum der Erstnennung oder grobe zeitliche Einordnung entsprechend des Eintrags in der zuständigen Denkmaldatenbank (Landesamt für Denkmalpflege Baden-Württemberg).
- Beschreibung: Kurzcharakteristik des Kulturdenkmals.

## Liste
| Bild           | Bezeichnung                                                                         | Lage                                                     | Datierung                      | Beschreibung | ID |
| -------------- | ----------------------------------------------------------------------------------- | -------------------------------------------------------- | ------------------------------ | --- | -- |
| Weitere Bilder | Sachgesamtheit Bodensee-Gürtelbahn, Teilstrecke Friedrichshafen–Lindau              | Eriskirch, gesamte Gemarkung                             | 1988                           | Bahnhof Eriskirch, Gleisanlage, Bahnwärterhaus und Stellwerk Geschützt nach § 2 DSchG |    |
|                | Bahnhof Eriskirch                                                                   | Eriskirch, Bahnhofstraße 24 (Karte)                      | 1899                           | zweigeschossiger Backsteinbau mit Zwerchgiebel, Teil der Sachgesamtheit Bodensee-Gürtelbahn Geschützt nach § 2 DSchG |    |
|                | Wegkreuz                                                                            | Eriskirch, Baumgartener Straße (Karte)                   | 1872                           | auf grob bearbeiteten Felssteinblock gusseiserner Kreuzaufsatz Geschützt nach § 2 DSchG | BW |
| Weitere Bilder | Holzbrücke                                                                          | Eriskirch, Brückenstraße (Karte)                         | 1828                           | Gedeckte Holzbrücke über die Schussen in der Ortslage von Eriskirch, 1828 in klassizistischen Formen erbaut Geschützt nach § 2 DSchG |    |
|                | Gasthaus Vier Jahreszeiten                                                          | Eriskirch, Dillmannshof 1 (Karte)                        | 1867                           | Sichtziegelbau in klassizistischer Formensprache, Fensterverdachungen, Satteldach Geschützt nach § 2 DSchG | BW |
|                | Johannes-Kapelle Dillmannshof                                                       | Eriskirch, Dillmannshof 3 (Karte)                        | 1865                           | kleiner in Backstein ausgeführter, neuromanischer Kapellenbau, 1865 als Privatkapelle von Johann B. Litz und dessen Ehefrau gestiftet Geschützt nach § 2 DSchG |    |
|                | Backhaus                                                                            | Eriskirch, bei Gmünd 1 (Karte)                           | wohl 1. Hälfte 19. Jahrhundert | kleiner Rechteckbau in Bruchsteinmauerwerk, Satteldach Geschützt nach § 2 DSchG | BW |
|                | Bahnwärterhaus                                                                      | Eriskirch, Gmünd 4 (Karte)                               |                                | Teil der Sachgesamtheit „Bodensee-Gürtelbahn“ Geschützt nach § 2 DSchG |    |
|                | Katholisches Pfarrhaus                                                              | Eriskirch, Kirchplatz 7 (Karte)                          | wohl noch 16. Jh.              | dreigeschossiges Gebäude, Satteldach Geschützt nach § 28 DSchG | BW |
| Weitere Bilder | Katholische Pfarr- und ehemalige Wallfahrtskirche Unserer Lieben Frau               | Eriskirch, Kirchplatz 8 (Karte)                          | um 1400                        | rechteckiges Schiff mit eingezogenem, dreiseitig schließendem Chor, Chorseitenturm im Norden, neugotischer Turmhelm, wohl um 1400 erbaut, um 1666 barockisiert, Glasfenster im Chor und Wandfresken, 1. Hälfte 15. Jahrhundert, samt ummauertem Kirchhof Geschützt nach § 28 DSchG |    |
| Weitere Bilder | Katholische Pfarr- und ehemalige Wallfahrtskirche Unserer Lieben Frau mit Pfarrhaus | Eriskirch, Mariabrunnstraße 68, Montfortstraße 2 (Karte) | 1746-1752                      | Neubau der Kirche mit angrenzendem Kaplaneihaus und Eremitage, 1746 -1752, 1955 Verlängerung der Kirche um zwei Fensterachsen, 1984 Erweiterung des Pfarrhauses um eine Fensterachse Geschützt nach § 28 DSchG                                                                     |    |
|                | Ehemalige Eremitage (Altes Schulhaus)                                               | Eriskirch, Montfortstraße 4 (Karte)                      | 1746–52                        | in baulicher Einheit zusammen mit der Wallfahrtskirche (1746–52) errichtet, langrechteckiger, zweigeschossiger Steinbau mit Vollwalmdach, in den 1950er Jahren Verlängerung des Gebäudes um drei Fensterachsen. Geschützt nach § 2 DSchG                                           | BW |
| Weitere Bilder | Holzbrücke                                                                          | Eriskirch, Oberbaumgarten (Karte)                        | 1824                           | Sprengwerkbrücke von ca. 25 m Spannweite, Verkleidung mit senkrechten Brettern, Vollwalmdach Geschützt nach § 2 DSchG |    |
|                | Wappentafel                                                                         | Eriskirch, Schussenstraße 18 (Karte)                     |                                | von Roll- und Beschlagwerk und Engelsköpfen gerahmte, farbig gefaßte Relieftafel, mit kaiserlichem Doppeladler und österreichischen Bindenschild, flankiert von 2 Wappen der Reichsstadt Buchhorn (mit den Jahreszahlen 16 bzw. 19) Geschützt nach § 2 DSchG                       |    |
|                | Stellwerk                                                                           | Eriskirch, Seestraße 39 (Karte)                          | 1920er Jahre                   | Ziegelbau, Walmdach, Teil der Sachgesamtheit „Bodenseegürtelbahn“ Geschützt nach § 2 DSchG | BW |
|                | Bildstock                                                                           | Eriskirch, Wilhelmsbildbogen                             | wohl 19. Jh.                   | Bildstock, in korbbogiger Nische auf Holz gemalte Darstellung der Hubertuslegende Geschützt nach § 2 DSchG |    |
|                | Bauernhaus                                                                          | Eriskirch, Wolfzennen 4 (Karte)                          | Mitte 18. Jh.                  | traufständig, Satteldach Geschützt nach § 2 DSchG | BW |
|                | Hofkreuz                                                                            | Eriskirch, bei Wolfzennen 5                              | 1887                           | an der Zufahrt zu einer großen Hofanlage, auf grauem Sandsteinsockel gusseiserner Kreuzaufsatz mit Metallkruzifix, von Max Brugger und dessen Ehefrau Katharina gestiftet Geschützt nach § 2 DSchG                                                                                 |    |